# 빌바오역
빌바오역(스페인어: Bilbao)은 마드리드 지하철의 역이다. 마드리드의 참베리 구의 빌바오 광장에 위치해 있다. 마드리드 지하철 1호선과 4호선이 지나는 환승역이며, 요금구역상으로는 A구역에 속한다.

## 역사
1919년 10월 17일 알폰소 13세의 완공선언과 함께 마드리드 지하철 1호선 첫 구간 (콰트로 카미노스 - 솔)이 개통되었을 당시 문을 열었던 8개 역 중 하나다. 4호선 승강장은 1944년 3월 23일에 완공되었으며, 그 다음날부터 운영에 들어갔다. 4호선 승강장은 카란사-사가스타로 이어지는 거리 축에 따라 1호선 승강장과 직각으로 놓여졌다.
2015년 1월부터는 4호선 전 구간 역내에 방수처리 공사기간이 시작되면서 이 역에서도 승강장 벽면 개선공사가 이뤄졌다. 공사는 2015년 7월에 마무리되었으며 기존의 대리석 벽을 노란색 비트렉스로 교체하게 되었다.
2016년 7월 3일부터 1호선 도심구간에 해당되는 플라사 데 카스티야-시에라 데 과달루페 구간이 시설정비 공사로 임시 운행중단되면서 영업을 중단하였다. 공사 작업 완료일은 2016년 11월 경이 될 것으로 예측되었고 11월 13일에 모든 작업이 끝나 마지막으로 남아있던 콰트로 카미노스-아토차 렌페 구간이 재개통하면서 이 역도 다시 문을 열었다.

## 환승 정보
1호선과 4호선으로 서로 갈아탈 수 있으며, 두 노선 모두 이 역을 지나면 환승역이 여럿 이어진다.
역 주변에는 시내버스 정류장이 총 일곱 곳 있으며 그 중 한 곳은 야간노선만 지난다. 시외버스 노선은 다니지 않는다.
| 마드리드 지하철               | 마드리드 지하철       | 마드리드 지하철                      |
| ----------------------------- | --------------------- | ------------------------------------ |
| 이글레시아 피나르 데 차마르틴 | 마드리드 지하철 1호선 | 트리부날 발데카로스                  |
| 산 베르나르도 아르궤예스      | 마드리드 지하철 4호선 | 알론소 마르티네스 피나르 데 차마르틴 |